# Rohanský palác
Rohanský palác nebo také Tyrolovský, Ottovský, Černínský či Kuronský palác je městský šlechtický palác postavený v klasicistním slohu. Nachází se v Praze na Malé Straně v ulicích Karmelitská 386/8, Harantova 386/2, Maltézské náměstí 386/2. Je chráněn jako kulturní památka.

## Historie

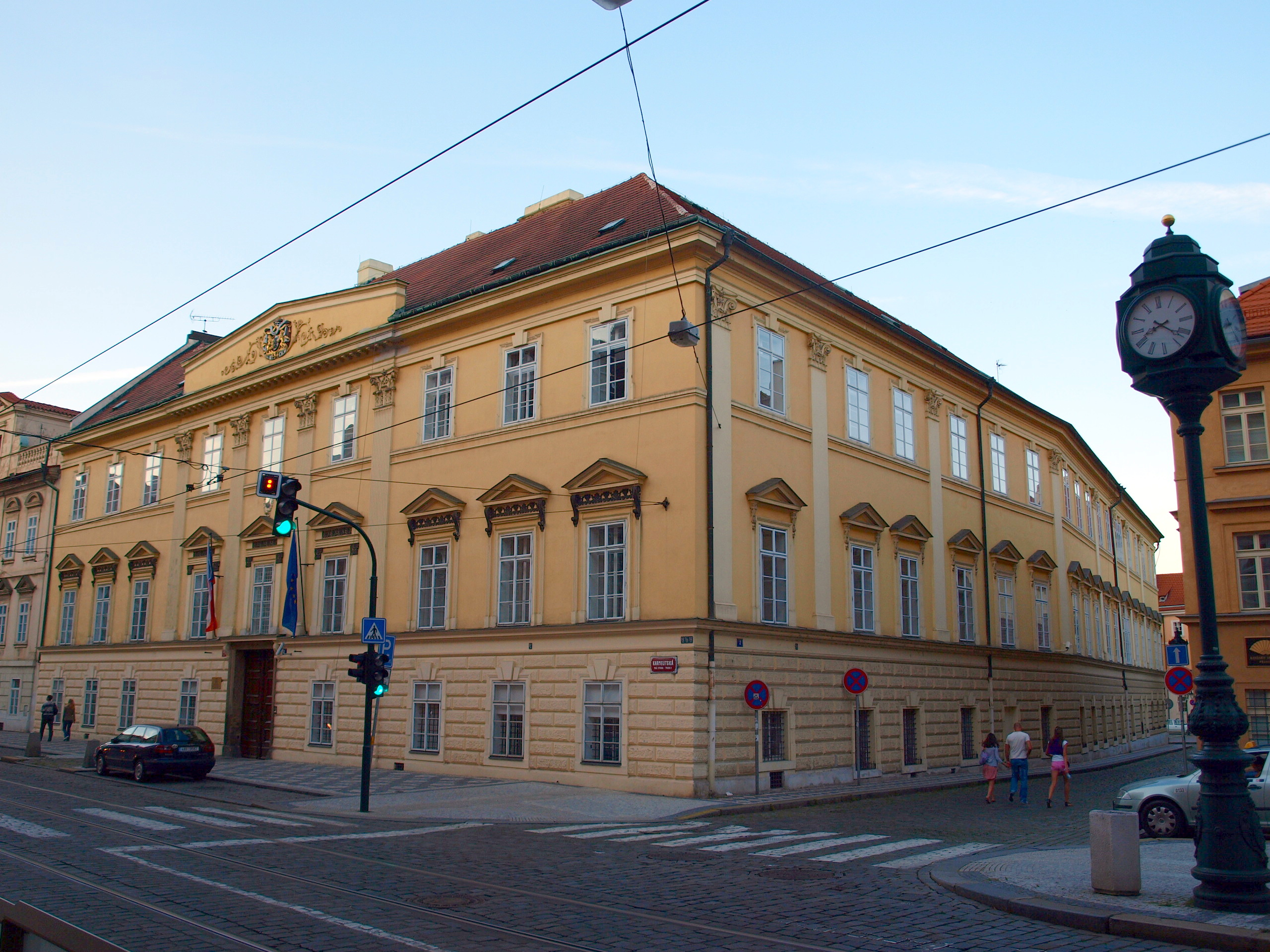
Rohanský palác (nároží Karmelitské a Harantovy ulice)

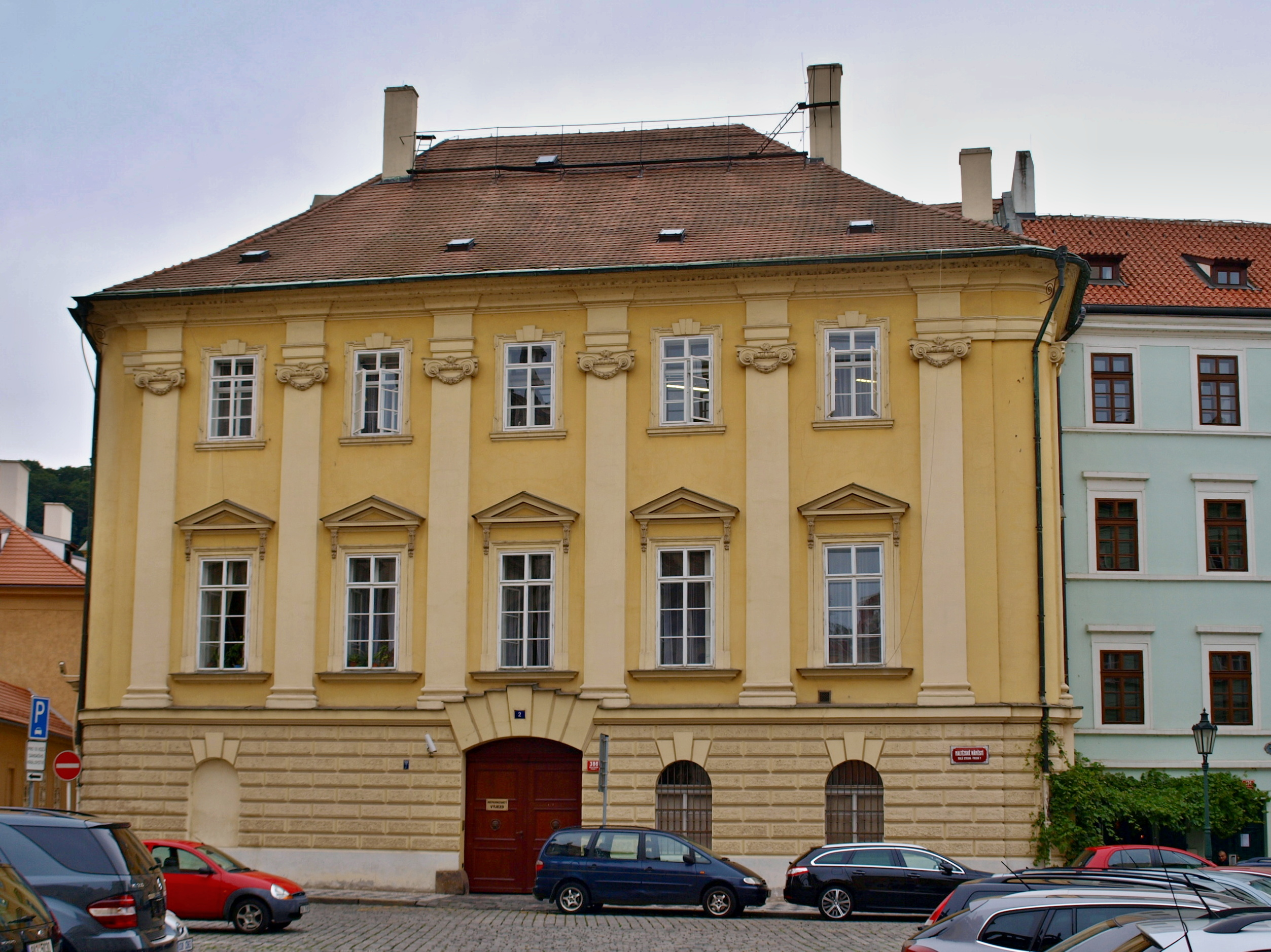
Rohanský palác (průčelí na Maltézském náměstí)

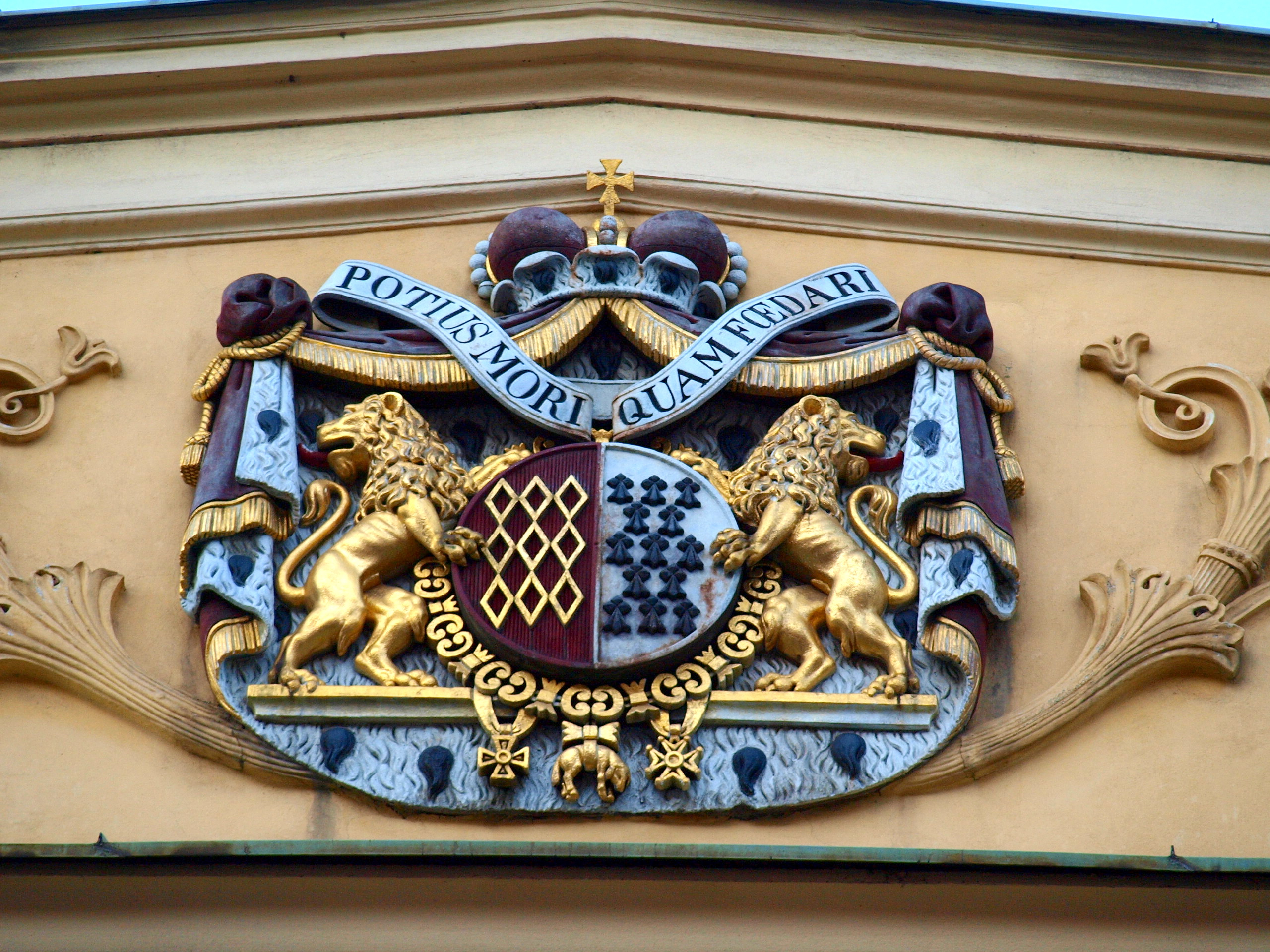
Knížecí erb Rohanů nad hlavním průčelím

Kolem roku 1571 německý architekt, stavitel a kameník Bonifác Wohlmut stavebně sjednotil tři domy na příslušné parcele, čímž vznikl renesanční palác. Později přibyl ještě čtvrtý dům, který v roce 1596 přikoupil Jeremiáš Tirol, objekt byl však později znovu rozdělen; v jedné z budov (v tzv. Ottovském domě u Maltézského náměstí) byl divadelní sál, kde se provozovala v letech 1700–1713 německá operní představení.
Barokně přestavěné objekty zůstaly delší čas oddělené, než se staly na konci 18. století majetkem Černínů z Chudenic. Za Jana Vojtěcha Černína byly v roce 1792 opět spojeny do jednoho celku a pak v roce 1796 klasicistně přestavěny podle projektu Josefa Zobela.
V roce 1796 palác koupil Petr Biron, vévoda kuronský a zemgalský. Jeho dcera kněžna Marie Pavlína z Hohenzollern-Hechingenu (mladší sestra Kateřiny Vilemíny Zaháňské), která palác zdědila v roce 1800, nechala v roce 1807 provést některé úpravy interiérů architektem Louisem Montoyerem.
V roce 1816 palác získal vévoda Charles Alain Rohan z Bouillon-Montbazonu a přičiněním jeho bratra Ludvíka Viktora Meriadeka (v letech 1838–1841) palác získal pozdně klasicistní podobu; autorem projektu byl Vincenc Kulhánek.
Od roku 1919 byla část paláce pronajímána ministerstvu školství a v roce 1945 byl palác Rohanům zkonfiskován. V budově dnes sídlí Ministerstvo školství, mládeže a tělovýchovy ČR.

## Popis
Palác je poměrně rozlehlá dvoupatrová budova, obdélníkový půdorys zúžený v části u Maltézského náměstí je předělený středním křídlem, které tak vytváří dvojici vnitřních dvorů.
Fasáda hlavního průčelí v Karmelitské ulici je symetrická, devítiosá, se střední trojosou rizalitovou částí vyznačenou čtveřicí sloupů s korintskými hlavicemi a završenou nízkým atikovým štítem s erbem Rohanů. Uprostřed přízemí je průjezd s jednoduchým kamenným ostěním, nad středovým oknem prvního patra je oválný medailon s obrázkem Panny Marie.
Dlouhá boční fasáda v Harantově ulici je zajímavá tzv. syrským oknem, za nímž je v 1. patře asi nejvýznamnější a stylově nejzachovalejší prostor interiéru paláce, Velký zrcadlový sál s kasetovými stropy a intarzovanou podlahou, který je dílem Louise Montoyera.
Zadní průčelí paláce se obrací pěti osami na Maltézské náměstí, osy jsou odděleny pilastry s iónskými hlavicemi.
Vnitřní střední křídlo paláce zdobí v koutech niky, v nichž jsou vázy se lvími hlavami. V prostoru proti schodišti je novodobý bronzový akt dívky od Břetislava Bendy.